# 世界灯台100選
世界灯台100選（せかいとうだいひゃくせん、The IALA list of 100 lighthouses as historic and architectural monuments）は、国際航路標識協会 (IALA) が1998年（平成10年）に提唱した「世界各国の歴史的に特に重要な灯台100選」のことである。
日本国内の灯台で世界灯台100選に選ばれたのは、以下の5つである。
- 犬吠埼灯台（千葉県銚子市）
- 姫埼灯台（新潟県佐渡市）
- 神子元島灯台（静岡県下田市）
- 美保関灯台（島根県松江市）
- 出雲日御碕灯台（島根県出雲市）

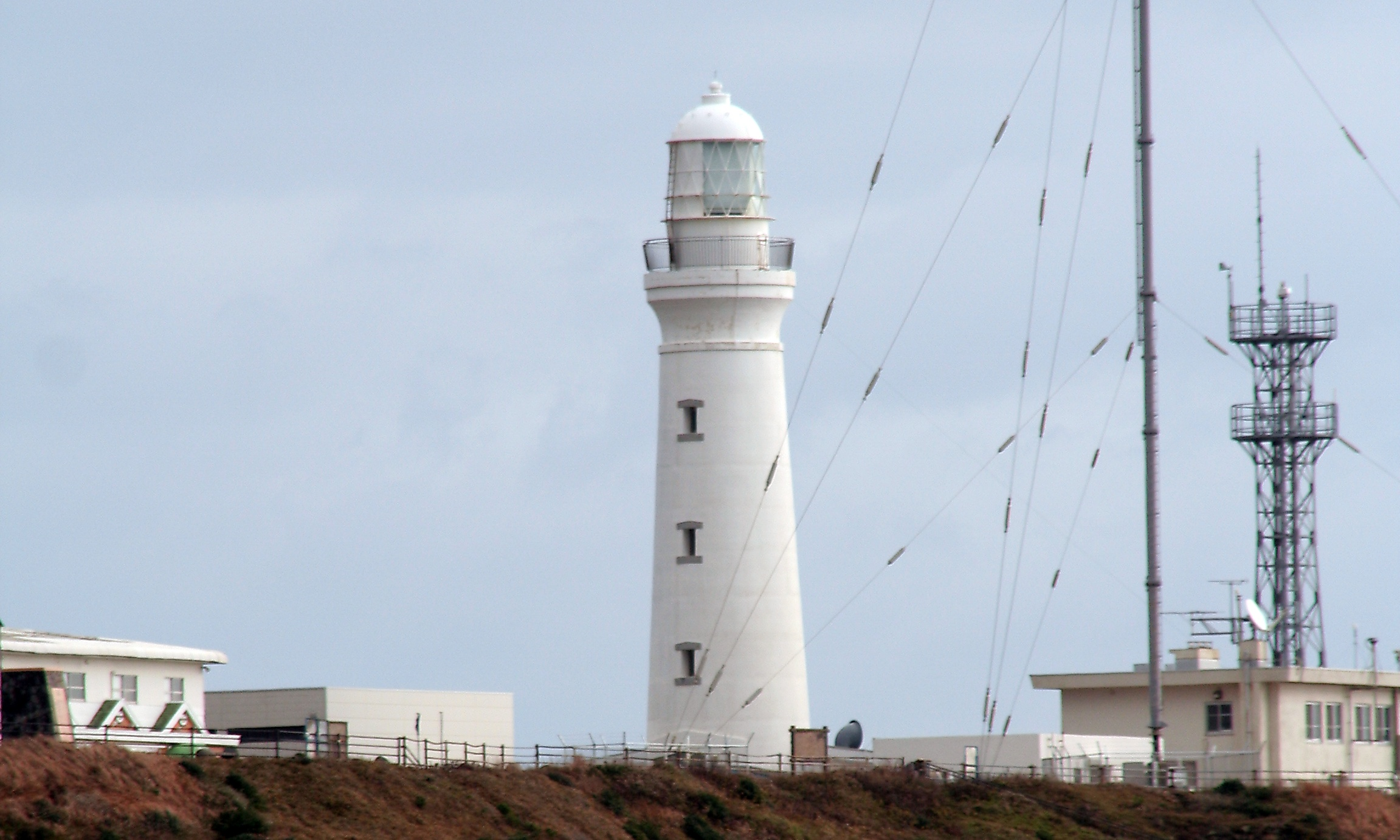
犬吠埼燈台 （千葉県銚子市）
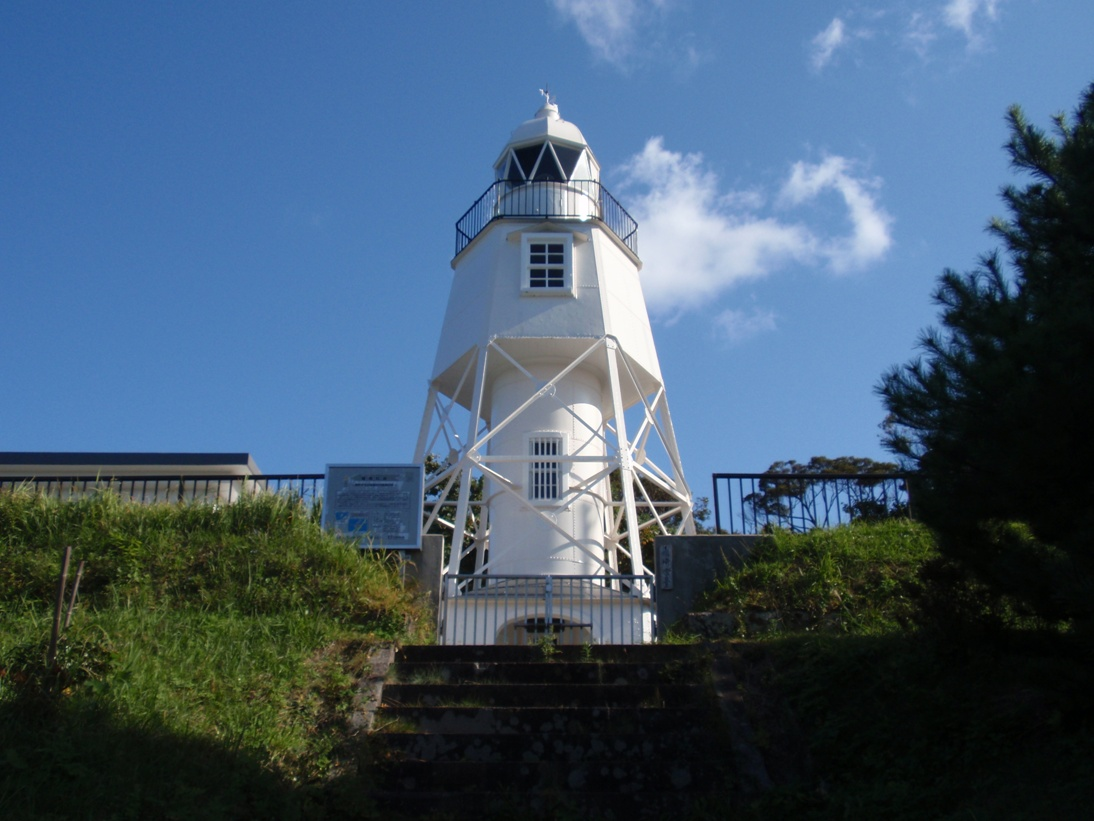
姫埼灯台 （新潟県佐渡市）
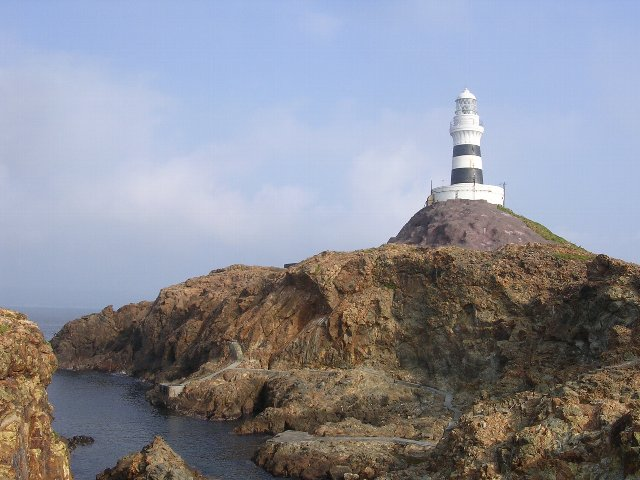
神子元島灯台 （静岡県下田市）
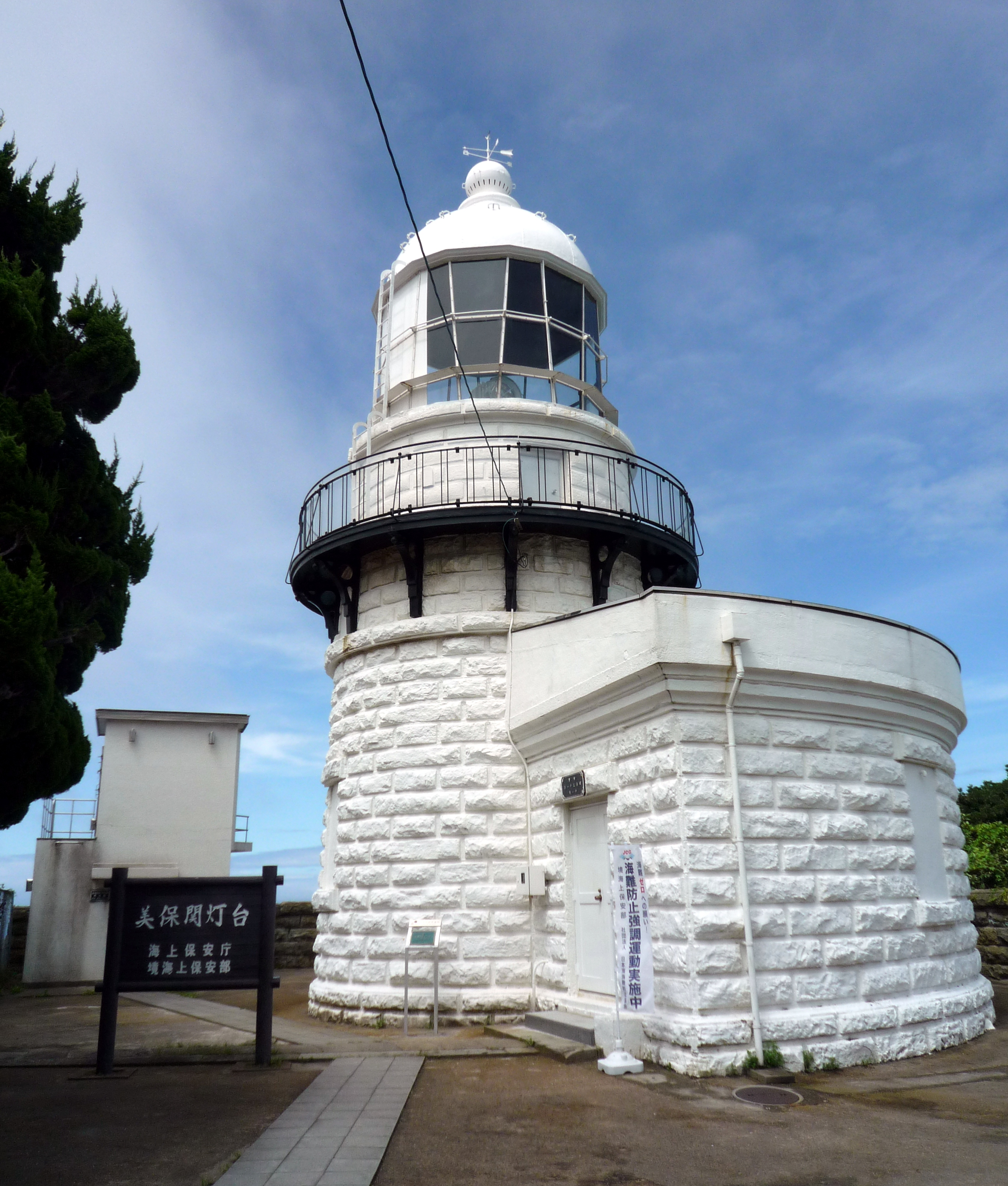
美保関燈台 （島根県松江市）
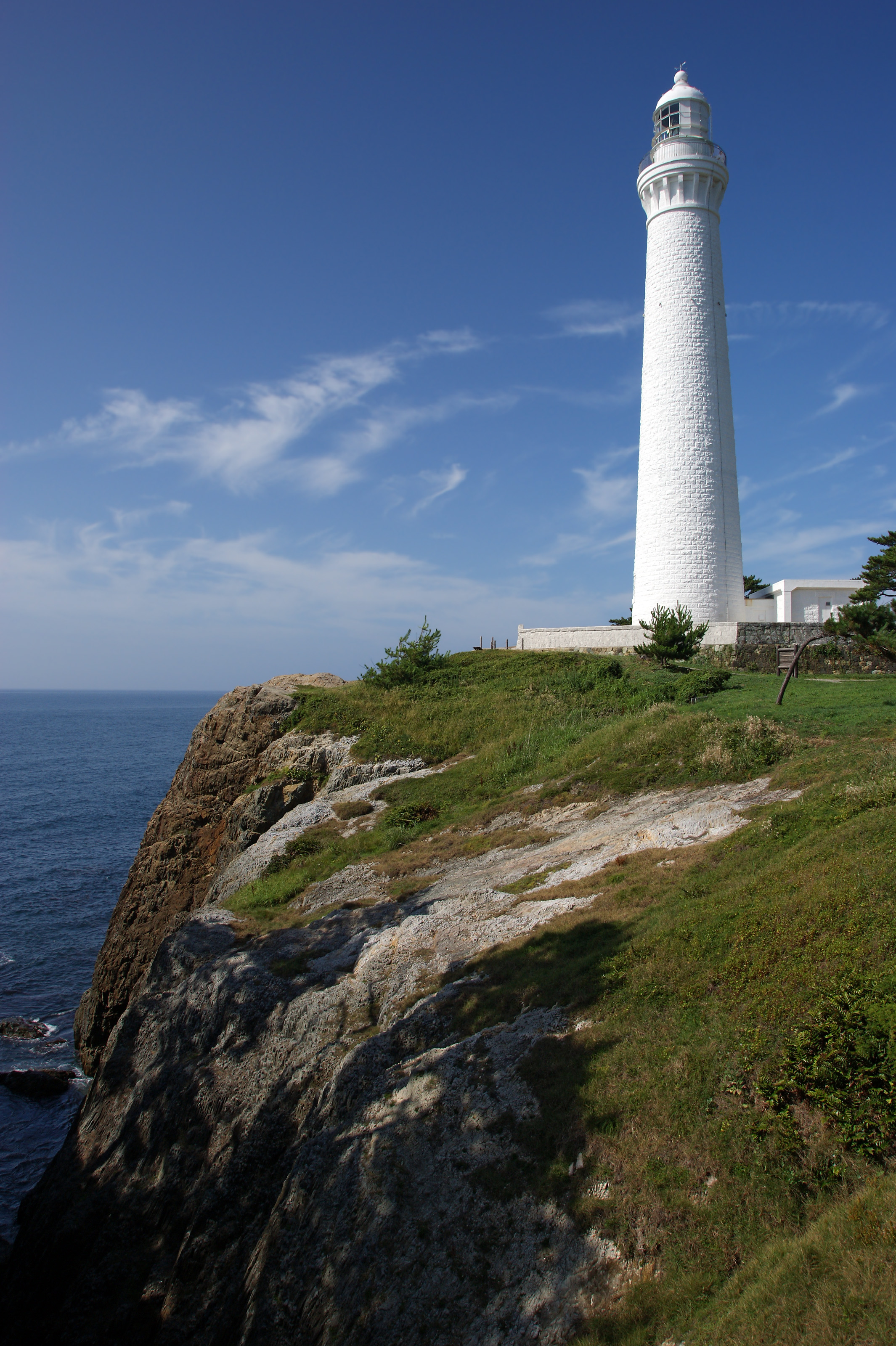
出雲日御碕燈台 （島根県出雲市）